# Lord Selkirk Provincial Park
Lord Selkirk Provincial Park är en park i Kanada.   Den ligger i provinsen Prince Edward Island, i den östra delen av landet, 1 000 km öster om huvudstaden Ottawa. Lord Selkirk Provincial Park ligger 1 meter över havet.
Terrängen runt Lord Selkirk Provincial Park är platt. Havet är nära Lord Selkirk Provincial Park västerut. Runt Lord Selkirk Provincial Park är det mycket glesbefolkat, med 7 invånare per kvadratkilometer.. Närmaste större samhälle är Stratford, 18,2 km nordväst om Lord Selkirk Provincial Park. 
Omgivningarna runt Lord Selkirk Provincial Park är en mosaik av jordbruksmark och naturlig växtlighet.